# Ismaïl Ayoune
Ismaïl Ayoune, né le 15 avril 1987, est un coureur cycliste marocain.

## Palmarès
- 2010
  - 3e des Challenges de la Marche verte - Grand Prix Al Massira
- 2011
  - 3e du championnat du Maroc du contre-la-montre
- 2012
  - Challenges de la Marche verte - Grand Prix Al Massira
  - 3e du Circuit d'Alger
- 2013
  - 4e étape du Tour de la province du Sahara
  - Challenges de la Marche verte - Grand Prix Al Massira
  - 2e des Challenges de la Marche verte - Grand Prix Oued Eddahab
  - 3e du championnat du Maroc du contre-la-montre
- 2014
  - 2e des Challenges de la Marche verte - Grand Prix Sakia El Hamra
  - 2e du Challenge du Prince - Trophée princier
  - 3e des Challenges de la Marche verte - Grand Prix Oued Eddahab
- 2015
  - 1re étape du Tour de la province du Sahara

## Classements mondiaux
| Année           | 2010 | 2011 | 2012 | 2013 | 2014 |
| --------------- | ---- | ---- | ---- | ---- | ---- |
| UCI Africa Tour | 163e | 26e  | 21e  | 17e  | 20e  |